# إيفانو بلاسون
إيفانو بلاسون (بالإيطالية: Ivano Blason) (مواليد 24 مايو 1923) هو لاعب كرة قدم. يلعب مع منتخب إيطاليا لكرة القدم. سبق له أن لعب في كأس العالم لكرة القدم مع منتخب بلاده.

## روابط خارجية
- إيفانو بلاسون على موقع الاتحاد الدولي (مؤرشف)  (الإنجليزية)
- إيفانو بلاسون على موقع قاعدة بيانات كرة القدم.إي يو (الإنجليزية)
- إيفانو بلاسون على موقع ناشيونال فوتبول تيمز (الإنجليزية)
- إيفانو بلاسون على موقع عالم كرة القدم.نت (الإنجليزية)